# Длина модуля
Длина модуля — способ измерения «размера» модуля, обобщающий понятие размерности векторного пространства. Длина определяется как максимальная длина цепочки вложенных подмодулей.

## Определение
Пусть M — (левый или правый) модуль над кольцом R. Мы говорим что длина цепочки его подмодулей вида
{\displaystyle N_{0}\subsetneq N_{1}\subsetneq \cdots \subsetneq N_{n}}
равна n, то есть считаем число строгих включений, а не число подмодулей. Длина модуля M — это наибольшая длина цепочки среди всех цепочек его подмодулей. Если наибольшей длины цепочки не существует, длина M равна бесконечности.

## Примеры
- Единственный модуль длины 0 — нулевой модуль. Модули длины 1 называются простыми.
- Для конечномерного векторного пространства длина совпадает с размерностью.
- Длина циклической группы {\displaystyle \mathbb {Z} /n\mathbb {Z} } равна числу множителей в разложении n на простые.

## Свойства
Модуль имеет конечную длину тогда и только тогда, когда он является артиновым и нётеровым.
Пусть
{\displaystyle 0\rightarrow L\rightarrow M\rightarrow N\rightarrow 0}
является короткой точной последовательностью модулей. В этом случае M имеет конечную длину тогда и только тогда, когда L и N имеют конечную длину, причём длина M равна сумме их длин. В частности, длина прямой суммы модулей равна сумме длин компонент.